# Núbijský zápas
Núbijský zápas (anglicky Nuba fighting) je zápas, provozovaný lidmi z Núbie v pohoří Núba, které se nachází Jižním Kordofánu na jihu Súdánu. Zahrnuje též boj s tyčemi. 

## Techniky
Cílem núbijského zápasu je mrštit protivníka na zem. Je provozován jako rekreační sport a vážná zranění jsou ojedinělá. 
V núbijském zápase není žádné ukončení zápasu držením oponenta na lopatkách po určitou dobu, ani kapitulace. Přestože jsou zde i údery, jsou v podstatě součástí úchopů. Jinými slovy, tohle není systém boxování, kterým je například hauské Dambe. Proto je nejlepší pohlížet na Núbijský wrestling jako na systém úchopů ve stoje. V minulosti byl provozován nahými lidmi, ale v současnosti ve městech jsou při něm lidé oblečení do šortek a trička.

## Trénink
Trénink pro zápas i boj s tyčemi zahrnuje přípravu pod dohledem bývalého šampiona, provádění atletických tanců, učení tradičních písní a pití velkého množství mléka při vyhýbání se pivu a promiskuitě. 

## Turnaje
Turnaje núbijského zápasu jsou spojovány s festivaly na oslavu začátku pěstitelské sezony a s dožínkami. Záměrem zápasů na těchto festivalech je vybudovat skupině dobrou pověst a ukázat nebojácnost mladých mužů ze skupiny. (Mladí muži při zápasech raději reprezentují svoji vesnici než sebe sami.) 
Turnaje núbijského boje s tyčemi se odehrávají obvykle až po sklizni. Tohle je z části proto, že to je tradiční sezona válek, a z části kvůli poděkování za dobrou sklizeň. Protože je stick fighting nebezpečný, bojovníci se před zápasy modlí a během zápasu mohou mít na sobě amulet pro ochranu. Jestli je jeden z bojovníků zraněn, druhá vesnice jej i jeho rodinu musí odškodnit za zranění, obvykle v podobě krávy, nebo jiného cenného zboží.
Příběhy o bývalých šampionech, tanec, hudba a hody jsou nedílnou součástí turnajů. Přestože se turnaje boje s tyčemi v moderních městech obvykle nekonají (policie to nevidí ráda), zápas lidé provozují, aby zachovali svou kulturní identitu.